# Podkoren (Kranjska Gora)
Podkoren (IPA: pɔˈtkoːɾɛn], in tedesco Wurzen) è un insediamento (naselje) della municipalità di Kranjska Gora nella regione statistica dell'Alta Carniola in Slovenia.

## Geografia
Si trova nell'Alta Valle di Sava. La riserva naturale di Zelenci, situata alla sorgente del fiume Sava, si trova a ovest dell'insediamento. Il fiume Sava Dolinka scorre verso est a sud del paese. In principio era una zona agricola, ora invece l'economia locale dipende molto dal turismo soprattutto in inverno grazie alla catena montuosa delle Caravanche.
Il centro del paese si trova sulla strada che porta da Jesenice e Kranjska Gora a Rateče e il confine con l'Italia a ovest. Tramite il passo di Wurzen è possibile raggiungere la Carinzia in Austria.

## Infrastrutture e trasporti

### Ferrovie
Dl 1870 al 1966, nel territorio era presente una fermata ferroviaria situata sulla tratta Lubiana-Tarvisio: attualmente la stazione più facilmente raggiungibile è quella di Tarvisio.

## Galleria d'immagini

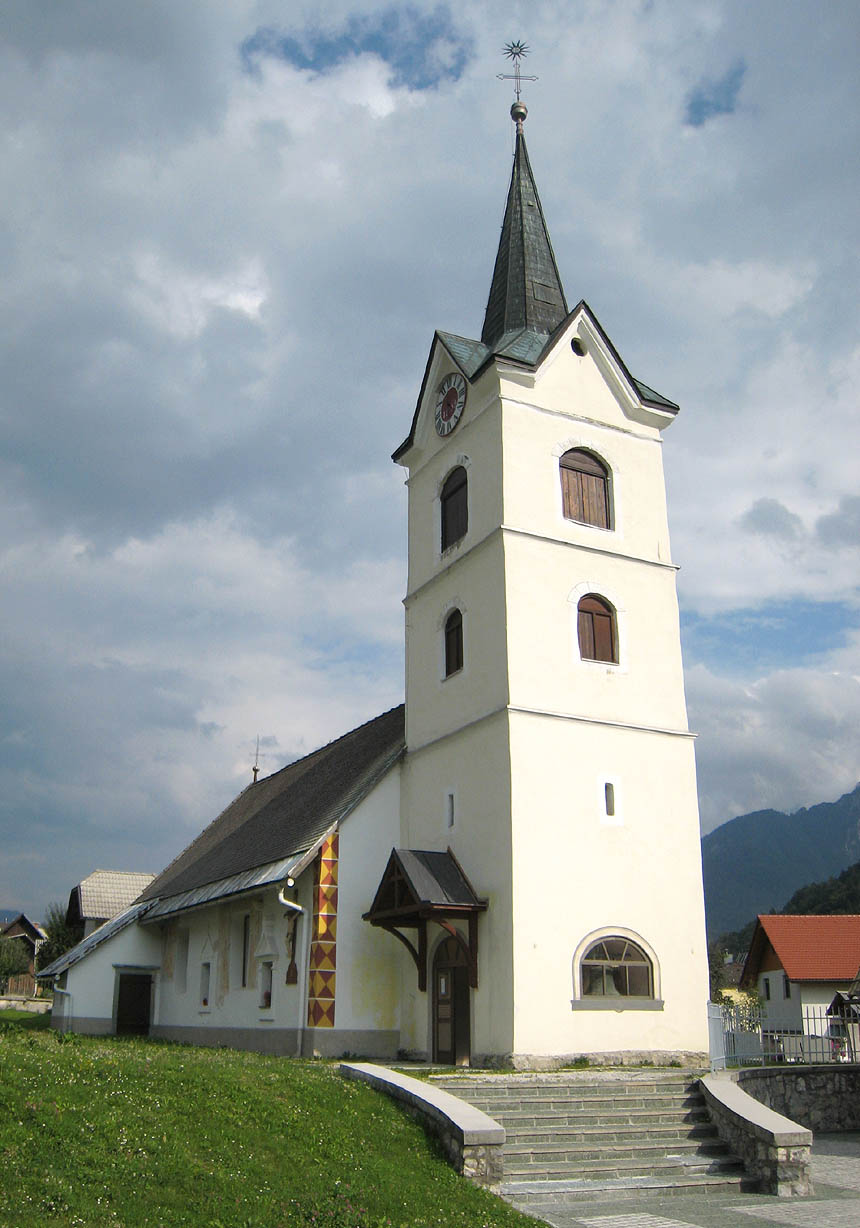
La chiesa di Sant'Andrea del paese
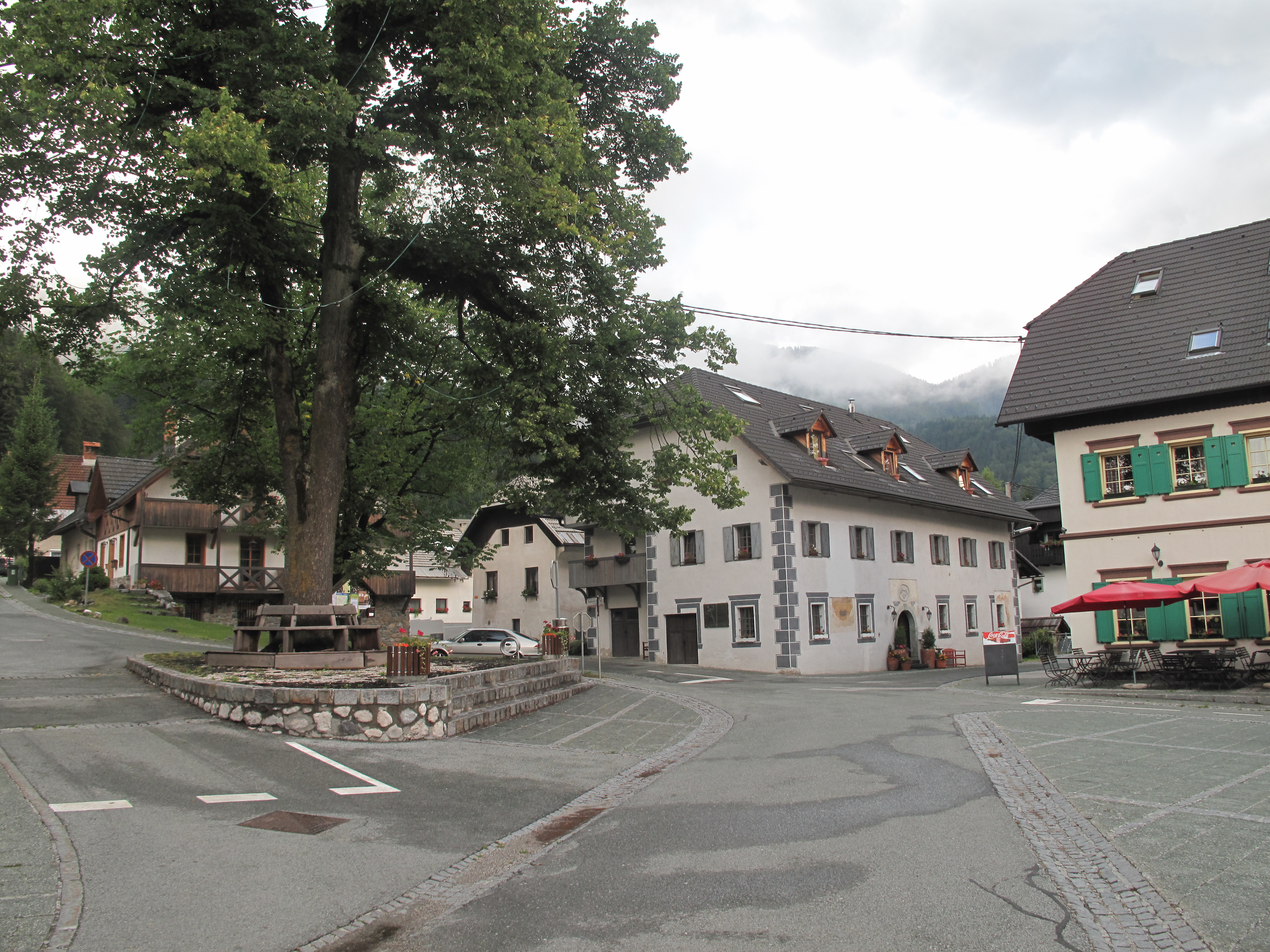
Una strada del paese
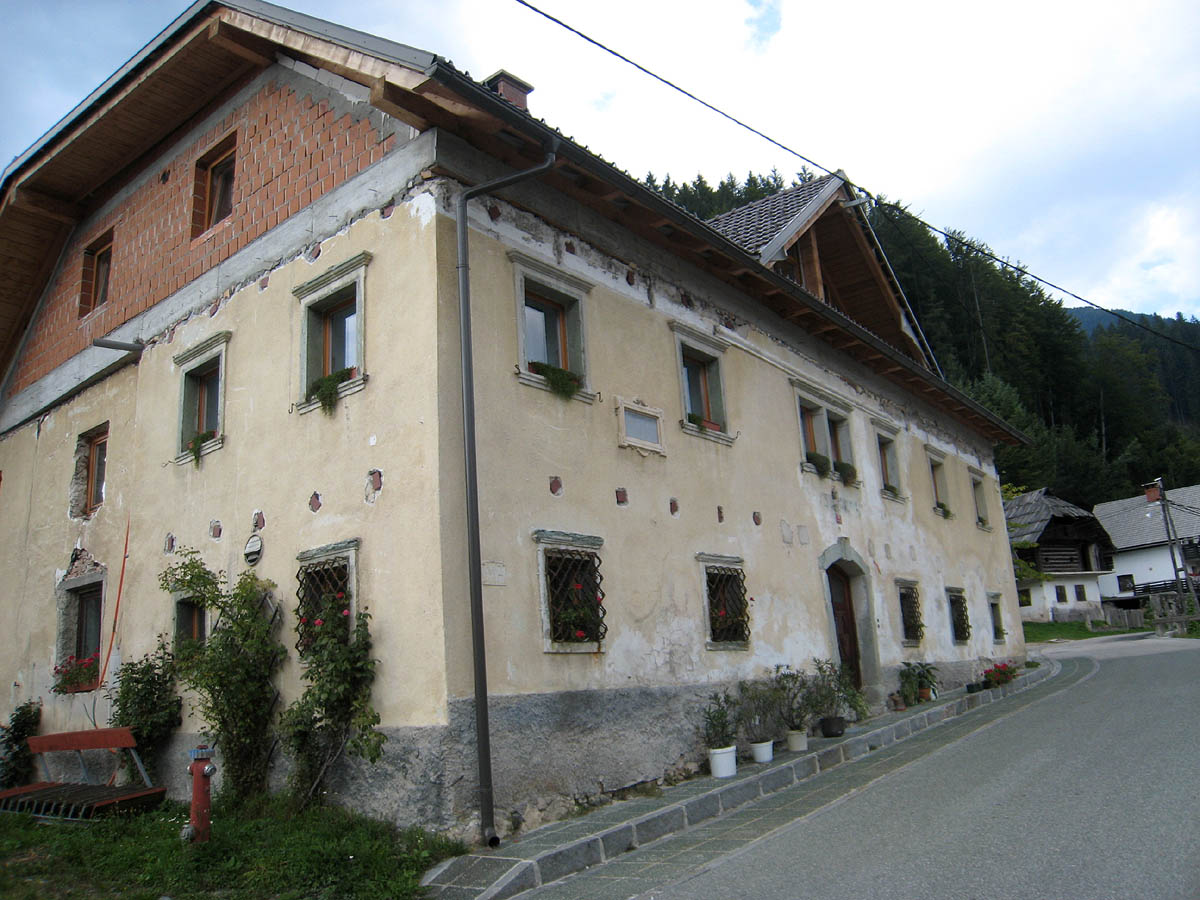
La casa dove ha risieduto Humphry Davy
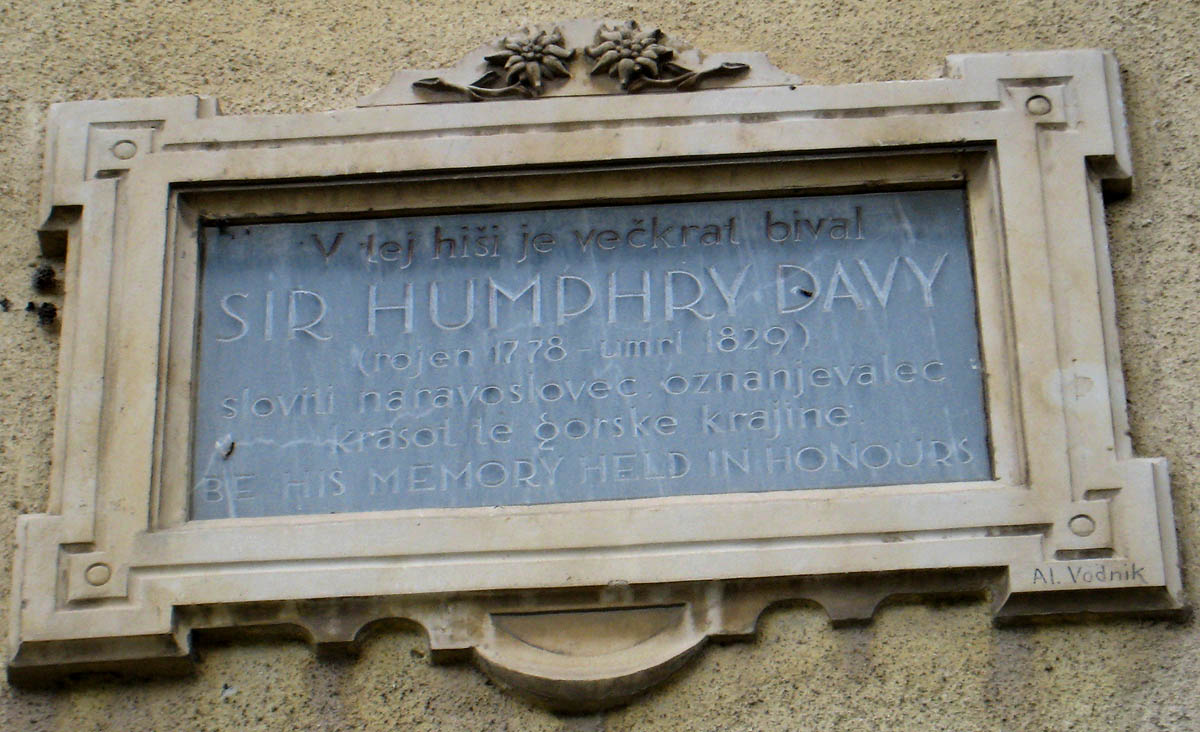
Targa commemorativa di Humphry Davy